# 1681
1681 (MDCLXXXI) fue un año común comenzado en miércoles, según el calendario gregoriano.

## Acontecimientos
- Extinción del dodo.
- 4 de marzo: El rey de Inglaterra concede la futura colonia de Pensilvania a William Penn.
- Nace el Boxeo en Inglaterra.
- El francés Cavelier de la Salle explora el Río Misisipi.
- 30 de septiembre: Francia se anexa la ciudad de Estrasburgo.

## Nacimientos
- 14 de marzo: Georg Philipp Telemann, compositor barroco alemán (f. 1767)
- 18 de abril: Girolamo Donnini, pintor italiano (f. 1743)

## Fallecimientos
- 23 de abril: Justus Sustermans, pintor flamenco (n. 1597)
- 25 de mayo: Pedro Calderón de la Barca, dramaturgo español (n. 1600)
- 29 de noviembre: Juan Ricci, pintor español (n. 1600).